# Histosol

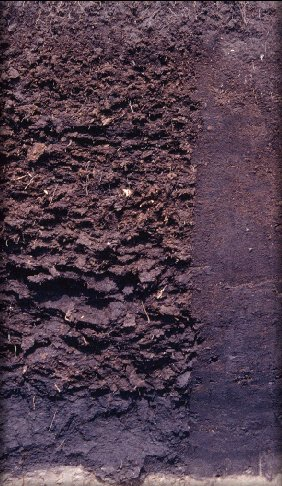
Histosol

Als Histosol werden Böden mit (eventuell mehrere Meter) mächtigen organischen Horizonten bezeichnet. Sie sind eine Ordnung der USDA Soil Taxonomy und eine Referenzbodengruppe der World Reference Base for Soil Resources (WRB). Die meisten Histosole haben sich unter Sauerstoffarmut bei Wassersättigung gebildet (Torf), doch sind sie in kühlen Regionen auch bei guter Sauerstoffversorgung anzutreffen. Sie kommen hauptsächlich auf der Nordhalbkugel der Erde vor und finden sich vor allem in Regionen mit kaltnassem Klima in gemäßigten Breiten und der borealen Zone (Westsibirien, Finnland, Kanada), daneben auch in den Everglades im US-Bundesstaat Florida, auf Sumatra, im Kongobecken und in den Mangrovensümpfen Asiens.

## Definitionen
Die Definitionen der beiden Systeme sind ähnlich, jedoch nicht identisch. In der Soil Taxonomy sind die Histosole im Schlüssel nach den Gelisolen zu finden, weshalb organische Permafrostböden zu den Gelisolen (Histels) gehören. In der WRB gliedern die Histosole vor den Cryosolen aus, weshalb organische Permafrostböden zu den Histosolen (Cryic Histosols) zählen. Auch die Definitionen des diagnostischen organischen Materials (organic material) sind etwas unterschiedlich. In der WRB sind mindestens 20 % organischer Kohlenstoff für organisches Material gefordert. In der Soil Taxonomy sind es 12 %. Ähnlich sind die für einen Histosol erforderlichen Mindestmächtigkeiten an organischem Material: 60 cm, wenn das organische Material zu mindestens drei Vierteln aus Moosfasern besteht, sonst 40 cm. Wenn das organische Material direkt auf Fels, Skelett oder vergleichbaren Untergründen aufliegt, sind für einen Histosol geringere Mächtigkeiten ausreichend.
Die Korrelation mit der Deutschen Bodensystematik (KA5) ist nicht so ganz einfach:
- Die wassergesättigten Histosole der WRB gehören alle zu Böden der Abteilung Moore. Die wassergesättigten Histosole der Soil Taxonomy sind jedoch nur dann Moore, wenn sie mindestens 15 % organischen Kohlenstoff besitzen. Umgekehrt gehört aber nur ein Teil der Moorböden der KA5 zu den Histosolen, weil die Histosole strengere Mächtigkeitskriterien haben und teils auch strengere Kriterien für den Gehalt an organischem Kohlenstoff.
- Die nicht wassergesättigten Histosole gehören nach KA5 fast alle zu den Felshumusböden und Skeletthumusböden. Jene sind aber nur dann Histosole, wenn sie deren Kriterien für die Gehalte an organischem Kohlenstoff und für die Mindestmächtigkeit erfüllen. Die erforderliche Mächtigkeit beträgt in der WRB mindestens 10 cm, in der Soil Taxonomy hängt sie von der Beschaffenheit des Untergrunds ab.

## Entstehung, Nutzung und Verbreitung
Histosole entstehen auf wenig abschüssigem Gelände mit geringer Aktivität von Bodentieren und Mikroorganismen und damit sehr schlechter Zersetzung. Häufig verhindert eine Sättigung des Bodens mit Wasser einen schnellen Abbau des Pflanzenmaterials. Dadurch baut sich an der Oberfläche schneller organisches Material auf, als es abgebaut werden kann, so dass sich mächtige organische Bodenhorizonte ausbilden können.
Der pH-Wert von Histosolen liegt meist im sauren Bereich, der Nährstoffgehalt ist gering. Daher findet sich auf Histosolen meist nur ein spärlicher Pflanzenwuchs. Werden sie trockengelegt, besteht eine große Gefahr für Winderosion. Wegen des hohen Gehalts an organischer Substanz dienen Histosol-Bestandteile als Brennstoff und werden zudem zur Gewinnung von Pflanzerde für den Gartenbau abgebaut und genutzt.
Eine Drainierung von Histosolen führt zu rascher Mineralisierung des organischen Materials und zur Freisetzung von Kohlendioxid. Die Drainage kann durch ein Auftauen von Permafrost in Folge der Erderwärmung ausgelöst werden. Vielerorts ist sie jedoch direkt vom Menschen herbeigeführt, etwa auf Sumatra, wo große Flächen zum Anbau von Ölpalmen drainiert werden.
Die Gesamtfläche aller Histosole beträgt weltweit etwa 3,5 Millionen Quadratkilometer oder 3 Prozent der eisfreien Landfläche.

## Klassifikation
Die USDA Soil Taxonomy unterteilt die Histosole in fünf Unterordnungen:
- Folist
- Wassist
- Fibrist
- Saprist
- Hemist